# 李光漢 (立法委員)
李光漢（？—？）又名广安。直隶省高阳县人，中华民国政治人物。

## 生平
1902年，李鸿藻之子李石曾在法国蒙达尼农业专科学校及巴黎巴斯德学院学习生物化学期间，产生在巴黎创办中国豆腐工厂的想法。回国后，李石曾来到家乡高阳县布里村，与朋友段宗林（号子均）制定招股开办豆腐训练班及在巴黎创办豆腐工厂的计划。他们首先在本地招募工人，入豆腐训练班加以培训，待法国巴黎的工厂建成后赴法国做工。1908年到1913年，他们共招收四批工人68名，均为男性。 李光漢也是工人之一，到巴黎豆腐工厂做工。
李石曾在巴黎的豆腐公司内创办了一所“以工兼学”的夜校，工人白天在豆腐工厂上班，晚间来该夜校上课。该校教授国文、法文、数理化、修身等课。李石曾、蔡元培等人亲自编写教材并授课。工人李广安（李光漢）、张秀波、齐云卿等人经过数年补习，在1913年联合创办“地浃泊人造丝厂”，并且在厂内创办了类似的夜校。李石曾、蔡元培等人到该厂参观并演讲，鼓励工人“工学并进”。
李石曾在法国巴黎创办豆腐公司之后，1914年又策划创办中华饭店。这是法国首家中国餐馆，位于巴黎第六区蒙巴拿斯105号。“中华饭店”四个字由张静江题写。中华饭店经理为齐竺山（其父齐契亭是李石曾的业师），大厨李二安（曾为光绪帝业师的厨子，后随李石曾一同到巴黎）。另外，李石曾还从豆腐公司调来青年人张凤举、李光汉、齐致为中华饭店的侍应生。经过许多法国汉学家介绍，奥拉尔等法国政界及文艺界人士经常到中华饭店用餐。
1917年夏，李石曾、蔡元培赴保定育德中学参观并演说，提出在该校创办留法预备班。育德中学校长王国光与李石曾是同乡兼朋友，且留法勤工俭学符合育德中学的“教育实用主义”，故决定筹办“留法高等工艺预备班”（简称“留法班”），校办工厂兼作留法班的实习工厂。自1918年第二期起，留法班的法文教员由巴黎中国豆腐公司的李广安（李光漢）担任，留法班的机械教员由保定育德中学毕业生刘仙洲（名振华）担任。
由于华法教育会腐败无能，欺骗留法勤工俭学的青年学生，1921年2月28日，在巴黎的上千名勤工俭学生聚集在中国驻法国公使馆请愿。当时，女生向警予领导同学高呼：“生存权！求学权！”中国驻法国公使陈策答应立刻将全体同学送入学校读书，并答应每月由公使馆领出四百法郎作为生活费，先维持三个月，善后办法待北京政府回电。同学们则要求陈策不能单凭口头约定，必须作出一定保证。陈策公使由法国军警保护出使馆。随后，法国军警及国家保安警备马队毒打手无寸铁的勤工俭学生。勤工俭学生王木逃避国家保安警备马队的追逐，被电车撞死。此即二八运动。
l 921年5月间，华法教育会会长蔡元培到法国，宣布华法教育会与勤工俭学生脱离关系。1921年9月21日，巴黎的勤工俭学生在总代表赵世炎的率领下，由巴黎来到里昂，占据“里昂中法大学”，要求进入该大学读书。这些学生随后被法国军警镇压并押走。此后，法国政府以宣传共产主义、破坏社会秩序的罪名，驱逐了一百多名参与占据里昂中法大学的勤工俭学生回中国。
留法勤工俭学运动后期，李光汉出任华法教育会的书记。蔡元培、李石曾等人归国后，李光汉实际掌握了华法教育会的大权。当时，华法教育会的职员“只有一个书记和二、三个佣人，既无所谓评议部，又无所谓董事会，更无所谓委员会。因此李光汉一人，遂得擅专一切，包办一切，华法教育会，竟变成了他的金字招牌。” 1923年秋，北京政府汇交巴黎华法教育会十万元，声明此款专发给勤工俭学生。华法教育会因此不再提及1921年已经宣布与勤工俭学生脱离关系之事。李光汉与法国上议院议员于格儒共同组织了一个分款委员会。后来李光汉却暗地将一部分款项购买马克，以便發财。此事不久便被勤工俭学生获悉，全体勤工俭学生一片哗然，当即向于格儒说明李光汉以公款私购马克属于贪污，并向于格儒提出警告。李光汉自此再无颜见勤工俭学生，只好离开。
1927年8月9日，李光汉任国民政府司法部总务司司长，任至1928年。1928年8月21日，任北平特别市公用局局长，1929年7月29日被免职。1937年2月6日，李光汉被任命为国民政府立法院立法委员，1942年7月18日被免职。